# Pascal Drouhaud
Pascal Drouhaud, né le 3 juillet 1965 à Mont-de-Marsan, est un spécialiste français des relations internationales, au parcours professionnel entre secteur public et secteur privé.

## Biographie
Entre 2018 et 2020, il intègre le groupe Bombardier Transport comme responsable du développement industriel en Amérique du Sud, puis comme directeur des relations institutionnelles de Bombardier France.
De 2007 à 2017, il occupe les fonctions de directeur chargé de l'Amérique latine et de l'Afrique subsaharienne à la direction internationale du groupe industriel Alstom-GE,. Il souhaite favoriser les échanges économiques entre la France et le continent latino-américain,.
Entre 2002 et 2006, il est directeur des relations internationales et des affaires européennes de l’Union pour un mouvement populaire (UMP), sous les présidences d'Alain Juppé et de Nicolas Sarkozy. En 2012 et 2017, il est candidat aux élections législatives dans la deuxième circonscription des Français établis hors de France (Amérique latine-Caraïbes).
Il est directeur de la communication et des affaires institutionnelles de la Métropole Nice Côte d'Azur de 2020 à 2024.
Spécialiste des relations internationales, il publie de nombreux articles sur la démocratisation et la situation économique de l'Amérique latine dans les revues françaises et francophones de politique étrangère. Il réalise des entretiens des personnalités politiques internationales et est l'auteur d'un ouvrage sur les FARC.

## Engagement public et professionnel

### Parcours dans le secteur public

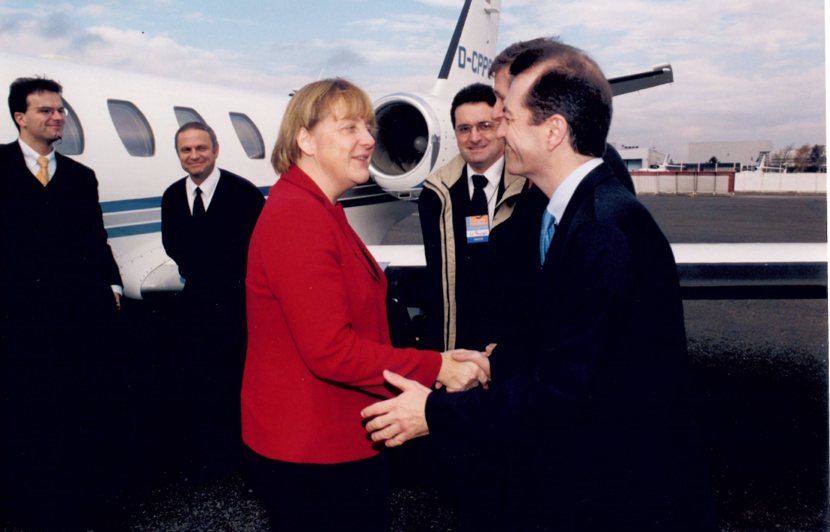
En 2002, accueil d'Angela Merkel, Présidente de la CDU, au Congrès fondateur de l'UMP

De 1995 à 2002, il est chargé de mission aux Affaires étrangères du Rassemblement pour la République (RPR) A ce titre, il est chargé d’animer l’action de ce mouvement politique au sein d’unions politiques internationales comme l’Union démocrate internationale (UDI), l’Union des partis latino-américains (UPLA) et de renforcer l’activité internationale du RPR.
À la fondation de l’UMP en 2002, il en devient le Directeur des relations internationales. Il travaille avec la Fédération des Français de l'Étranger, qu'il contribue à développer notamment en Amérique latine. En novembre 2004, après son élection à la tête de l'UMP, Nicolas Sarkozy lui confie la Direction des relations internationales et des affaires européennes. De 2004 à 2006, il contribue à renforcer la présence française au sein du Parti populaire européen (PPE), à l’Union démocrate internationale (UDI), à l’UPLA et à l’Internationale des Démocrates du Centre (IDC).
De septembre 2006 à mai 2007, il travaille au cabinet du ministre de la Fonction publique .
En juin 2012, lors des premières élections législatives dans les nouvelles circonscriptions des Français de l'étranger, il est le candidat investi par l'UMP dans la deuxième circonscription des Français établis hors de France,, et atteint le second tour de scrutin. En juin 2017, il est le candidat Les Républicains dans cette même circonscription et arrive en troisième position sur 19 candidats.
En novembre 2020, il devient le directeur de la communication et des relations institutionnelles de la Métropole Nice Côte d'Azur, et rejoint la direction des relations internationales de 2023 à 2024.

### Parcours dans le secteur privé
En 2007, Pascal Drouhaud rejoint le groupe industriel Alstom en qualité de Directeur adjoint chargé de l’Amérique latine, l’Espagne et le Portugal au sein de la Direction internationale d’Alstom Corporate. Il aura la charge de l'ensemble des Amériques en 2008-2009.
En 2009, compte tenu des liens qu'il entretient avec les pays d’Afrique subsaharienne,,, prend en charge la présence industrielle d’Alstom à la fois en Amérique latine,,, et en Afrique subsaharienne,,,,.
Promoteur de la technologie et du savoir faire industriel français, il soutient les projets dans les domaines des transports et de l'énergie, en mobilisant de nombreuses PME-PMI et en représentant le secteur d'activité au sein des institutions comme le Medef International ou le Forum francophone des affaires, pour lequel d'ailleurs il écrit un éditorial économique mensuel depuis 2017.
En 2018, il rejoint le groupe industriel Bombardier Transport comme responsable du business développement avec la Colombie et les pays andins, avant de devenir en 2019 directeur des relations institutionnelles de Bombardier France. Membre du conseil d'administration de la banque BRED, il a créé la société de conseil "International Consulting & Strategy" (ICS),.

## Activités en tant qu'éditorialiste et spécialiste des relations internationales
Spécialiste du Salvador ,,, et plus globalement de l'Amérique Latine,, il est l’auteur de nombreux articles sur la dissuasion nucléaire,,,, et sur les processus de démocratisation en Afrique et Amérique latine,. Les pays émergents et en voie de développement constituent son domaine de spécialisation. Il contribue régulièrement à la Revue politique et parlementaire depuis 2020 et tient la chronique mensuelle Amérique latine de la Revue Défense Nationale depuis janvier 2023. Il est membre du Conseil d'administration de l'Institut des hautes études de l'Amérique latine (IHEAL) et il est également chercheur-associé à l’Institut Choiseul,.
Depuis 2002, il réalise des entretiens de personnalités internationales : Alejando Toledo (Président du Pérou de 2001 à 2006), Amadou Toumani Touré (Président du Mali de 2002 à 2012), Alassane Ouattara (Président de la Côte d'Ivoire depuis 2011), Álvaro Uribe (Colombie), Enrique Bolaños (Président du Nicaragua de 2002 à 2007), Sali Berisha (Premier ministre d'Albanie de 2005 à 2013), Mariano Rajoy (Président du Gouvernement d'Espagne depuis 2011) et Rigoberta Menchú (prix Nobel de la paix en 1992).
Il assiste aux négociations engagées entre les FARC et le gouvernement colombien entre 1998 et 2002 et est l’auteur d’un ouvrage sur la guérilla colombienne intitulé FARC : confessions d’un guérillero publié en France en février 2008 (éditions Choiseul),,,.
Enfin, depuis plusieurs années, il est le correspondant en France du quotidien salvadorien El Diario de Hoy et il intervient dans les médias francophones internationaux pour commenter les évènements sociaux et politiques majeurs qui intéressent le continent latino-américain, comme sur comme RFI (en anglais, en français, ou en espagnol,,) ou France 24 (en anglais,, en espagnol ou en français,,,,,,).
En 2017, il crée l'association France-Amérique latine-Caraïbes (LATFRAN) qui a vocation à développer des relations privilégiées entre la France et l'Amérique latine au sens large, dans les domaines économiques et culturels.

## Décorations
Pascal Drouhaud a été décoré des insignes nationaux par plusieurs chefs d'État étrangers :
- Commandeur du l’ordre José Matias Delgado en 1996 (El Salvador)
- Officier de l’Ordre du Croissant Vert en 1996 (Union des Comores)
- Officier de l’ordre national du Lion du Sénégal en 1996 (Sénégal)
- Officier de l’ordre Batalla de San Jacinto en 1997 (Nicaragua)
- Officier de l’ordre de San Carlos en 2001 (Colombie)
- Officier de l’ordre national du Mérite en 2006 (Burkina Faso)
- Officier de l'ordre national du Mérite en 2012 (Côte d'Ivoire)

## Publications
- « Le continent sud-américain et la prolifération nucléaire », Défense Nationale, n° 871, Paris, Juin 2024[84]
- « Tensions entre le Venezuela et le Guyana : une "drôle de guerre" ? », Défense Nationale, n° 868, Paris, Mars 2024[85]
- « Défis et perspectives de l’intégration de l’Amérique centrale », Défense Nationale, n° 860, Paris, Mai 2023[86]
- « Amérique latine : enjeux et perspectives en 2023 », Revue politique et parlementaire, 2 janvier 2023[87]
- « L’Afghanistan : acte fondateur d’une rupture internationale ? (2/2) », Défense Nationale, n° 847, Paris, Février 2022[88]
- « Les conséquences internationales du retour des Talibans au pouvoir », Revue politique et parlementaire, 6 septembre 2021[89]
- « L’Amerique latine au bord de la crise de nerf », Revue politique et parlementaire, 22 juin 2020[90]
- « Vue du monde. L’Amérique latine, la nouvelle frontière économique de la France ? », Choiseul Magazine, n° 7, Paris, mai-août 2019[91]
- « Pour un Guatemala exemplaire », Entretien avec Alvaro Colom, Politique internationale, n°127, Paris, 2010[92]
- « Pour l'amour de la Guinée », Entretien avec Moussa Dadis Camara, Politique internationale, n°125, Paris , 2009[93]
- « Colombie : le temps des otages », Entretien avec Francisco Santos, Politique internationale, n° 118, Paris, 2008[94]
- FARC, Confessions d’un guérillero, Choiseul Éditions, Paris, 2008[95]
- « Les forces armées révolutionnaires colombiennes (FARC) à la croisée des chemins », Défense nationale, no 2007-07, Paris, 2007
- « Menace nucléaire : la posture nucléaire américaine et l'Europe », Géoéconomie, no 15, Choiseul Editions, Paris, 2006
- « Prolifération nucléaire : quelles limites à la marche forcée de l'Iran ? », Défense nationale, no 2006-05, Paris, 2006
- « La dissuasion nucléaire de la France et l'environnement international », Revue Guerres Mondiales et Conflits Contemporains, no 223, p. 127-140, Paris, 2006[96]
- « Inde-Pakistan : les vertus de la dissuasion nucléaire », Revue internationale et stratégique, no 63, Paris, 2006[97]
- « Prolifération nucléaire : le passage en force de la Corée du Nord », Défense nationale, no 2006-12, Paris, 2006.
- « Albanie : le grand nettoyage », Entretien avec Sali Berisha, Politique internationale, no 111, Paris, 2006
- « L’après-Zapatero », Entretien avec Mariano Rajoy, Politique internationale, no 110, Paris, 2006
- « Nous sommes à l’écoute de tous », Propos recueillis par Tiergou P. Dabire, Sidwaya, Ouagadougou, Burkina Faso, 2005
- « Guatemala : une femme de paix », Entretien avec Rigoberta Menchú, Politique internationale, no 107, Paris, 2005
- « Nicaragua : la démocratie retrouvée », Entretien avec Enrique Bolaños Geyer, Politique internationale, no 105, Paris, 2004
- « L’UMP et les relations internationales », Revue internationale et stratégique, no 55, Paris, 2004[98]
- « Côte d’Ivoire : l’homme du destin ? », Entretien avec Alassane Ouattara, Politique internationale, no 100, Paris, 2003[99]
- « L'homme de fer », Entretien avec Álvaro Uribe, Politique internationale, no 97, Paris, 2002[100]
- « Désenclaver le Mali », Entretien avec Amadou Toumani Touré, Politique internationale, no 95, Paris, 2002[101]
- « Pérou : le rêveur éveillé », Entretien avec Alejando Toledo, Politique internationale, no 90, Paris, 2001[102]
- « Âpres négociations en Colombie », Le Monde diplomatique. Manière de voir, no 49, Paris, janv.-févr. 2000[103]